# Čađavica Donja (gmina Novi Grad)
Čađavica Donja (cyr. Чађавица Доња) – wieś w Bośni i Hercegowinie, w Republice Serbskiej, w gminie Novi Grad. W 2013 roku liczyła 338 mieszkańców.